# Apalis chirindensis
El apalis del Chirinda (Apalis chirindensis) es una especie de ave paseriforme de la familia Cisticolidae propia del sureste de África.

## Distribución y hábitat
Se encuentra en las tierras altas del este de Zimbabue y el oeste de Mozambique. Su hábitat natural son los bosques húmedos tropicales.